# Kimjongilia
La Kimjongilia es una flor que lleva el nombre del difunto líder norcoreano Kim Jong-il. Es un cultivar híbrido de begonia tuberosa, registrada como Begonia × tuberhybrida 'Kimjongilhwa'. Cuando Kim Jong-il murió en diciembre del 2011 la flor fue utilizada para adornar su cadáver para su exhibición pública. A pesar de su nombre, la Kimjongilia no es la flor nacional de Corea del Norte, que es la magnolia. Otra flor, la Kimilsungia es una orquídea cultivar del padre y predecesor de Kim Jong-il, Kim Il-sung.

## Historia
Para conmemorar el 46.to cumpleaños de Kim Jong-il en 1988, el botánico japonés Kamo Mototeru cultivó una nueva begonia perenne llamada "Kimjongilia" (literalmente "Flor de Kim Jong-il"), representando a la causa revolucionaria Juche del Amado Líder norcoreano. Fue presentada como un "símbolo de la amistad entre Corea y Japón". La flor simboliza la sabiduría, el amor, la justicia y la paz. Está diseñada para florecer cada año en el cumpleaños de Kim Jong-il, el 16 de febrero.

## Florecimiento
El 21 de octubre del 2008, la Agencia Telegráfica Central de Corea anunció que se ha desarrollado un agente de conservación para que permita a la flor mantenerse durante periodos más largos de tiempo.

## Canción
Una canción compuesta por varios compositores de Corea del Norte, también llamada «Kimjongilia», fue escrita acerca de la flor:
Las flores rojas que están floreciendo sobre nuestra tierra.
Son como corazones: llenos de amor por el líder.
Nuestros corazones siguen los recientes brotes de la Kimjongilia.
¡Oh! ¡La flor de nuestra lealtad!

## Lectura adicional
- Choe Song Hak; Kim In Il, eds. (2007). Kimjongilia (PDF). Plant in Full Bloom 1. Translated by Kim Kun Hui. National Institute for Standardization. OCLC 837310890. Archivado desde el original el 26 de abril de 2013. Consultado el 1 de octubre de 2015.
- Pak Ryong Ung et al. (2011).  Thak Song Il et al., ed. Encyclopedia of Kimjongilia (PDF). Translated by An Jong Ho  et al. Pyongyang: Foreign Languages Publishing House. ISBN 978-9946-0-0668-0. Archivado desde el original el 5 de marzo de 2016. Consultado el 1 de octubre de 2015.
- Pang Hwan Ju; An Chol Gang, eds. (1998). Kimjongilia – The King Flower has Appeared and Spread Abroad (PDF). Translated by Choe Ki Ju, An Jong Ho. Foreign Languages Publishing House. OCLC 870900826. Archivado desde el original el 4 de marzo de 2016. Consultado el 1 de octubre de 2015.
- Woodard, D. (2005). «Beautiful Kimjongilia». Der Freund (Axel Springer AG) 3.